# كيفن شونبيرج
كيفن شونبيرج (بالألمانية: Kevin Schöneberg)‏ هو لاعب كرة قدم ألماني في مركز ظهير، ولد في 24 أغسطس 1985 في كولونيا في ألمانيا. شارك مع منتخب ألمانيا تحت 17 سنة لكرة القدم ومنتخب ألمانيا تحت 18 سنة لكرة القدم ومنتخب ألمانيا تحت 20 سنة لكرة القدم. أما مع النوادي، فقد لعب مع أرمينيا بيليفيلد ونادي أوسنابروك ونادي بروسيا مونستر ونادي فيكتوريا كولن ونادي كولن وهانزا روستوك.

## وصلات خارجية
- كيفن شونبيرج على موقع قاعدة بيانات كرة القدم.إي يو (الإنجليزية)
- كيفن شونبيرج على موقع بيانات كرة القدم. دي إي (الألمانية)
- كيفن شونبيرج على موقع عالم كرة القدم.نت (الإنجليزية)